# پیر کالولو
پیر کالولو کیاتنگوا (به فرانسوی: Pierre Kalulu Kyatengwa‎؛ زادهٔ ۵ ژوئن ۲۰۰۰) بازیکن فوتبال اهل فرانسه است که برای باشگاه فوتبال یوونتوس بازی می‌کند.
پست اصلی او مدافع راست است ولی توانایی بازی در پست دفاع مرکزی را نیز دارد.

## زندگی ورزشی

### لیون
کالولو در تابستان ۲۰۱۰ به آکادمی جوانان المپیک لیون پیوست. او تنها یک بار به تیم اول لیون دعوت شد اما بازی نکرد.

### میلان
کالولو در تابستان ۲۰۲۰ با یک قرارداد ۵ ساله به میلان پیوست. او در ۱۰ دسامبر ۲۰۲۰ در اولین بازی حرفه‌ایش در لیگ اروپا مقابل اسپارتا پراگ به‌عنوان مدافع مرکزی به میدان رفت. سه روز بعد در ۱۳ دسامبر، بعد از مصدومیت متئو گابیا در دقیقه ۵، برای اولین بار در سری آ مقابل پارما به میدان رفت. ۱۶ دسامبر، در حالی‌که او برای اولین بار در ترکیب اصلی تیم به میدان رفته بود، اولین گل خود و گل تساوی میلان را در برابر جنوآ به‌ثمر رساند.

## زندگی شخصی
دو برادر بزرگتر او آلدو و ژدیون هر دو فوتبالیست هستند.